# Medicine Lake (volcan)
Pour les articles homonymes, voir Medicine Lake.
Le Medicine Lake est un volcan bouclier actif culminant à 2 412 mètres d'altitude au mont Hoffman dans le Nord de la Californie, à l'Ouest des États-Unis, dans la chaîne des Cascades. Son sommet est occupé par une caldeira de sept kilomètres de largeur pour douze kilomètres de longueur abritant un lac. Il s'agit du volcan le plus volumineux de l'arc volcanique des Cascades. Il commence à être actif au Pléistocène et connaît sa dernière éruption il y a un millier d'années. Il est couvert par trois forêts nationales et sur son flanc septentrional se trouve le Lava Beds National Monument, qui abrite notamment la réserve intégrale du même nom. Le site est fréquenté par les Amérindiens, qui y ont tenu des cérémonies rituelles, y ont laissé des pétroglyphes et le considèrent comme sacré ; la guerre des Modocs s'y est également déroulée dans les années 1870. La caldeira est accessible en voiture et prisée par les touristes.

## Toponymie
Le volcan Medicine Lake tient son nom du lac éponyme signifiant « lac Médecine » en anglais. Autrefois nommé lac Crystal en raison de la pureté de ses eaux, il a été rebaptisé pour ses vertus curatives supposées,. Ce nom apparaît pour la première fois sur une carte en 1890. Le mont Hoffman et le Petit mont Hoffman pourraient être nommés d'après Charles F. Hoffmann[réf. souhaitée], membre de la California Geological Survey dans la Sierra Nevada dans les années 1880.

## Géographie

### Situation, topographie

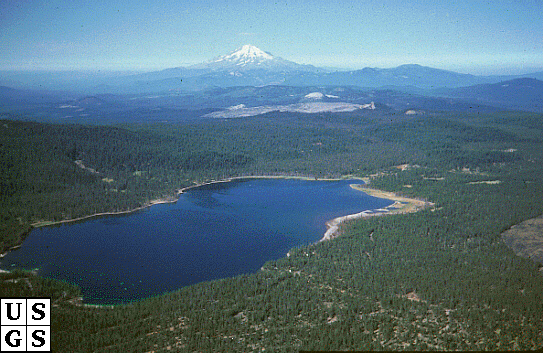
Vue aérienne du lac depuis le nord-est, avec le mont Shasta en arrière-plan.

Le Medicine Lake se situe dans le Nord-Ouest des États-Unis, à l'extrémité septentrionale de l'État de la Californie, dans le comté de Siskiyou,. Il se trouve à 70 kilomètres au sud-sud-est de Klamath Falls, 120 kilomètres au nord-est de Redding, tandis que Sacramento, la capitale de l'État, est à 300 kilomètres au sud. Les côtes de l'océan Pacifique se trouvent à 200 kilomètres à l'ouest. Le Medicine Lake s'élève dans la partie septentrionale de la chaîne des Cascades, sur sa frange orientale et domine le plateau de Modoc au nord et à l'est. Il s'agit du volcan le plus volumineux de la chaîne, avec au moins 600 km3,. Il couvre 2 200 km2 et s'étend sur 80 kilomètres du nord au sud pour 50 kilomètres d'ouest en est. Il abrite une caldeira elliptique de 7 × 12 kilomètres allongée d'ouest en est au sein de laquelle se trouve le lac Medicine,. Celui-ci mesure deux kilomètres de long pour un kilomètre de large ; sa surface se trouve et 2 036 mètres d'altitude et sa profondeur maximale est de 46 mètres. Le point culminant de la caldeira, le mont Hoffman, s'élève à 2 412 mètres d'altitude, sur son rebord nord-est. Sa hauteur de culminance est de 717 mètres ; le sommet plus élevé le plus proche est Haight Mountain, à 35 kilomètres à l'ouest-sud-ouest, mais le volcan le plus proche, appartenant également à l'arc volcanique des Cascades, est le mont Shasta à 55 kilomètres dans la même direction. Les autres sommets notable de Medicine Lake sont le pic Lyons (2 409 m), la butte Red Shale (2 388 m) et Glass Mountain (2 323 m) à  l'est, Medicine Mountain (2 310 m) au sud, le pic Badger (2 241 m) et le Petit mont Hoffman (2 228 m) à l'ouest,,. Les versants extérieurs du volcan sont parsemés, au nord, au sud et à l'ouest de cônes de scories. Trois coulées d'obsidienne recouvrent une partie du volcan : à l'intérieur de la caldeira, au nord du lac, se trouve Medicine Lake Glass Flow, la plus large (17 km2) figure autour de Glass Mountain, à l'est, et une autre se trouve autour de Little Glass Mountain sur le versant occidental ; des coulées de lave basaltique, plus sombres, sont également présentes : au nord, les principales se nomment Callahan Flow et Schonchin Flow, au sud elle est désignée Burnt Lava Flow.

### Géologie
Le Medicine Lake est composé de basalte, d'andésite, de rhyolite et plus rarement de dacite.

### Climat
Le Medicine Lake connaît des étés chauds et secs et des hivers froids et relativement humides. Les températures peuvent dépasser les 40 °C durant plusieurs semaines en été ; toutefois le gel est possible à toute période de l'année, en particulier l'hiver où les températures peuvre descendre en dessous de −35 °C, bien qu'elles restent généralement comprises entre 0 et 5 °C en cette saison. Il tombe en moyenne 330 millimètres de précipitation sur l'année, dont le quart sous forme de neige. Les vents dominants viennent du sud-ouest.

### Faune et flore
La végétation est composée de Pin à sucre (Pinus lambertiana), de Sapin rouge (Abies magnifica), de Sapin du Colorado (Abies concolor) et, dans les parties les plus élevées, de Pin tordu (Pinus contorta) avec, en sous-bois, Purshia sp., la manzanita et le céanothe.

## Histoire
Le Medicine Lake apparaît 500 000 ans BP. Des dômes de lave se mettent en place et des coulées visqueuses, riches en silice, sont émises. Vers 300 000 ans BP, la lave se fait plus fluide ; la moitié des cônes de scories encore présents sur les flancs du volcan sont issus de cette phase éruptive. Seul l'épisode d'Antelope Well, vers 180 000 ans BP voit l'émission de tuf dacitique et une nuée ardente dont les retombées créent une couche de cendres tout autour de la caldeira. La troisième phase d'activité du volcan, de 180 000 à 100 000 ans BP, est dominée par de fréquentes éruptions de basalte et d'andésite ; elle aboutit, en raison des infiltrations de magma le long de lignes de failles, à la formation de la caldeira actuelle, dont l'origine n'est donc pas due à la vidange de la chambre magmatique lors d'une violente éruption mais plutôt à des effondrements sur sa périphérie. De 100 000 à 13 000 ans BP, l'activité éruptive diminue et les émissions se concentrent pour l'essentiel sur le versant oriental. Enfin, depuis la fin des dernières glaciations du Pléistocène, au moins 17 éruptions se sont produites, pour un volume de lave de 17,5 km3. Parmi les plus récentes, Medicine Lake Glass Flow produit de la dacite 5 200 ans BP, Burnt Lava Flow produit de l'andésite 3 000 ans BP et, entre 1 230 et 950 ans BP, cinq éruptions se produisent dont Callahan Flow (basalte à andésite) et les épisodes de Little Glass Mountain (rhyolite) et Glass Mountain (rhyolite). Une éruption en janvier 1910, qui se serait déroulée près de Glass Mountain, n'a pas été confirmée.

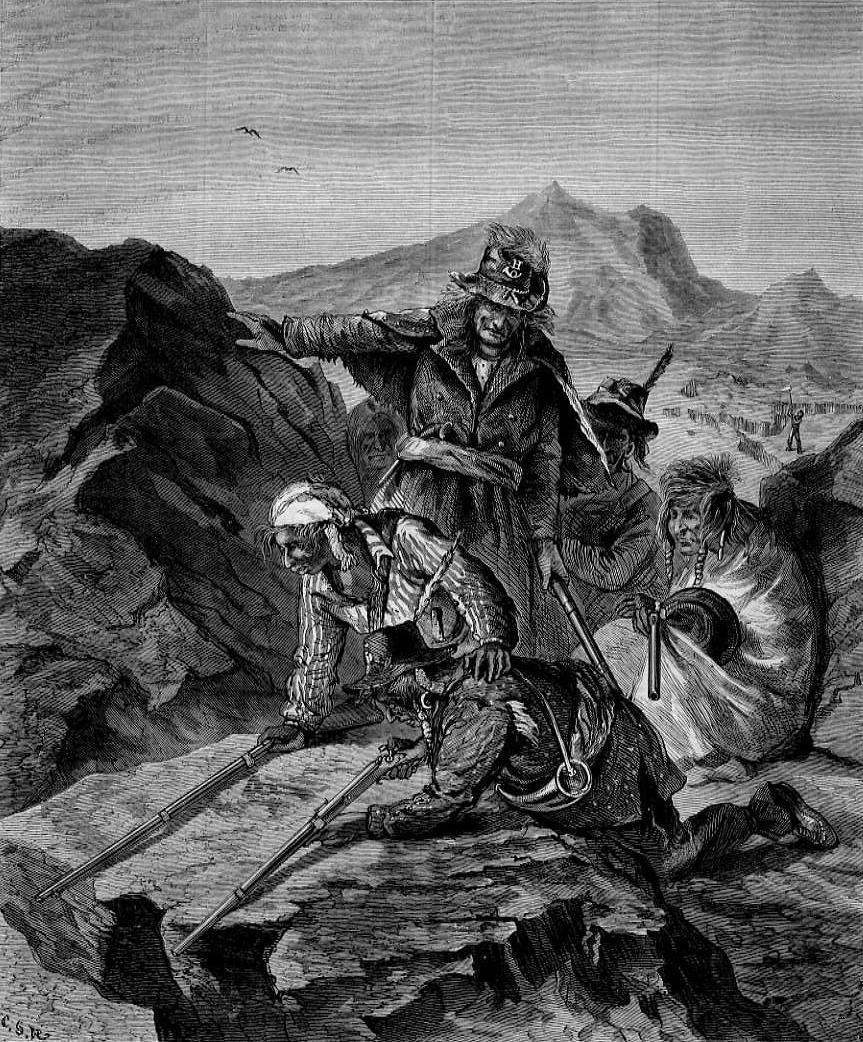
« Les Modocs dans leur bastion », d'après une gravure parue dans le Harper's Weekly en 1873.

Le Medicine Lake sert de frontière aux territoires traditionnels de cinq tribus amérindiennes : les Modocs,, les Shastas,, les Achomawis, les Wintus et les Okwanuchus. Des guerres opposent fréquemment les Modocs et leurs alliés klamaths du nord aux Shastas, tandis que les Achomawis sont réduits en esclavage. De la Préhistoire jusqu'à la conquête de l'Ouest, ils investissent les pentes du volcan l'été, lorsque la neige a disparu, et pratiquent la chasse. Ils prélèvent de l'obsidienne afin de confectionner des pointes de flèches et des outils, et dans le but de faire du commerce dans un périmètre supérieur à 150 kilomètres,. Ils tiennent des cérémonies rituelles à proximité du lac, dans la caldeira,. Les Modocs établissent leur camp, nommé Lani'shwi, sur le versant nord-est du volcan, à proximité du mont Hoffman et de Glass Mountain. En outre, ils ont laissé au fil des siècles près de 5 000 pétroglyphes, dont les plus anciens pourraient dater de cinq ou six mille ans, sur le piémont septentrional du volcan, au sein du Lava Beds National Monument,.
John Charles Frémont et Kit Carson sont les premiers occidentaux à explorer la région en 1846,. Les Amérindiens résistent à la colonisation.
En 1872-1873, le versant septentrional du Medicine Lake est le théâtre d'un épisode de la guerre des Modocs qui oppose 53 de leurs guerriers, sous les ordres de Kintpuash (ou Captain Jack) et refusant d'être reconduits dans la réserve indienne de Klamath, à un bataillon de l'Armée américaine. Les autochtones utilisent les tunnels de lave comme forteresse et s'approvisionnent en eau sur la rive méridionale du lac Tule ; ils tiennent en respect leurs adversaires, pourtant dix fois plus nombreux, pendant cinq mois. Finalement, les survivants sont envoyés dans le Territoire indien, dans l'actuel Oklahoma, avant d'être autorisés à revenir dans la réserve Klamath en 1909.
L'exploitation forestière fait son apparition dans les années 1920 et culmine deux décennies plus tard. Il en demeure des rails, des chemins de rondins et des traces de camps.

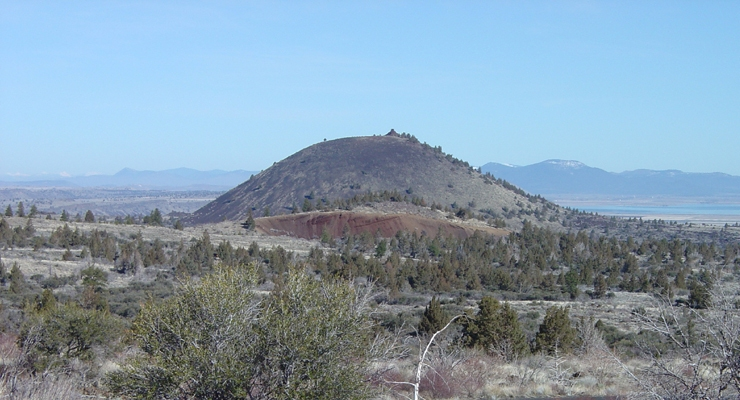
Vue de la butte Schonchin.

En 1924, une cabane de deux mètres et demi de côté, destinée à l'observation des incendies de forêt, est construite au sommet du Petit mont Hoffman. Un nouvel édifice, plus vaste, est bâti en 1930 ; dix ans plus tard, il est déplacé sur huit plots en béton afin de le stabiliser. Il reste en usage jusqu'en 1978. Il est rénové en 1994. S'il peut être utilisé en cas de nécessité par le Service des forêts, il sert désormais surtout aux campeurs qui peuvent le louer pour la nuit,,. Une autre cabane d'observation dite Schonchin Butte Fire Lookout est toujours utilisée chaque été au sommet de la butte Schonchin, le cône de scories le plus septentrional du Medicine Lake, qui culmine à 1 616 mètres d'altitude. Elle a été construite par le Civilian Conservation Corps de 1939 à 1941. D'abord équipée d'une ligne téléphonique, elle a ensuite bénéficié de l'électricité à partir des années 1950 ; dans les années 1980, la ligne électrique est supprimée, un réservoir de propane est installé pour le chauffage et des panneaux solaires alimentent des batteries sous la cabane. Finalement, l'édifice est entièrement rénové en 1994.
Durant l'été 1965, le site est retenu pour son sol instable et ses « montagnes de verre », supposés semblables à la Lune, comme terrain d'entraînement des astronautes du programme Apollo.

## Activités

### Tourisme
L'accès au Medicine Lake se fait depuis la route 89, en bifurquant sur la route 49 (Medicine Lake Road) en direction de Medicine Mountain, ou sur la route 15 (Harris Spring/Davis Road) jusqu'à Little Glass Mountain. Ensuite, il est possible de rendre jusqu'à l'intérieur de la caldeira, sur les rives du lac, en voiture, grâce au maillage des routes forestières 43/44.
Une fois dans la caldeira, il est permis de pratiquer le camping, le pique-nique, la pêche, la natation et le ski nautique,.
L'hiver, l'approche la plus simple se fait par le nord. Le point de départ des randonnées en ski de randonnée se situe aux parkings pour motoneige. L'ascension du mont Hoffman, du Petit mont Hoffman ou de Glass Mountain représente une distance de 25 kilomètres environ pour un dénivelé de 600 à 750 mètres.

### Protection environnementale

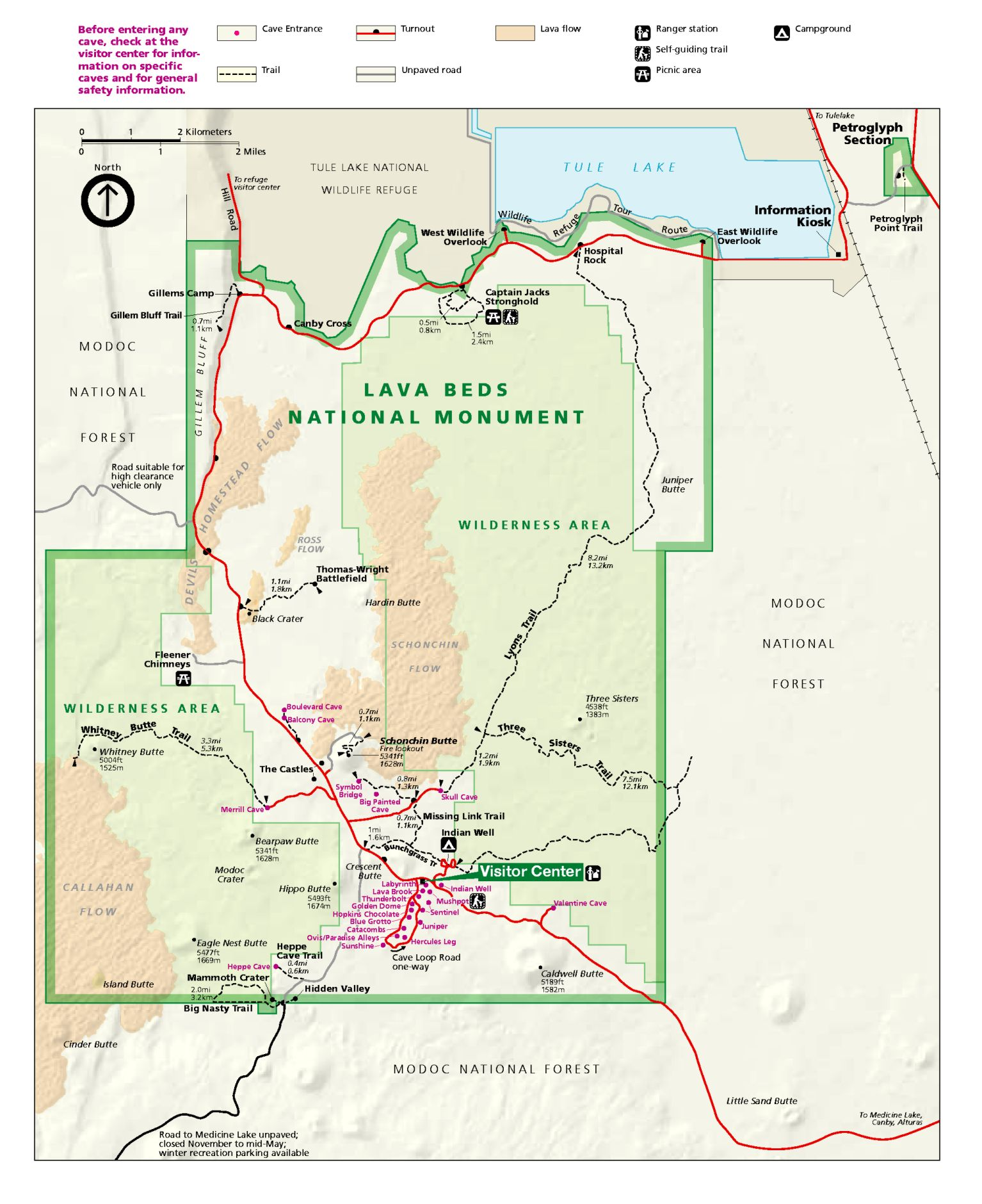
Carte du Lava Beds National Monument.

Le Medicine Lake fait essentiellement partie de forêt nationale de Modoc, pour ce qui concerne sa moitié orientale et l'intérieur de la caldeira,, qui a été créée en 1904 et couvre 6 731 km2, mais également de la forêt nationale de Klamath, sur son versant nord-ouest,, qui a été créée en 1905 et couvre 6 926 km2, et de la forêt nationale de Shasta-Trinity, sur le versant sud-ouest du volcan,, qui a été créée en 1905 et couvre 8 945 km2. Les trois forêts nationales se rejoignent au Petit mont Hoffman.
Le piémont septentrional du volcan est également protégé, depuis 1925, au sein du Lava Beds National Monument dont la superficie atteint 189 km2. Il abrite la réserve intégrale Lava Beds (Lava Beds Wilderness), qui occupe depuis le 13 octobre 1972 deux portions du monument national et intègre le National Wilderness Preservation System sur une superficie de 115 km2. D'autre part, plusieurs sites sont inscrits au Registre national des lieux historiques : en tant que districts historiques figurent le bastion de Captain Jack, le camp militaire de Hospital Rock et le district archéologique de Lava Beds National Monument ; en tant que propriété figurent la source Black Cow, la grotte Cuppy, le site archéologique Petroglyph Point, le site de Seven Mile Flat, Skull Ridge, la source Skull et le site de la bataille Thomas-Wright. L'ensemble est géré par le National Park Service.
Enfin, trois zones d'intérêt particulier sont distinguées pour leur richesse géologique : Burnt Lava Flow Geological Area, Glass Mountain Lava Flow Geologic Area et Medicine Lake Lava Flow Geologic Area,.

### Évaluation et prévention des risques
En raison de l'histoire récente du volcan, l'aléa pour une nouvelle éruption est estimé à un pour 3 600. Elle serait précédée par une fréquence croissante des séismes et une déformation du sol plusieurs semaines ou mois à l'avance. La probabilité la plus élevée suggère l'émission de lave ʻaʻā depuis un cône volcanique nouvellement formé, mais une éruption explosive depuis le sommet n'est cependant pas à exclure. C'est pourquoi un réseau de cinq sismographes permanents a été mis en place entre 1978 et 2009, lequel a permis d'enregistrer un séisme de magnitude 4,1 en 1988, et a été complété par trois GPS fixes en 2005 et 2006.

## Culture populaire
Le lac Medicine est un site sacré pour les Amérindiens. La femme de l'arc-en-ciel, ou femme papillon, se serait rendue à plusieurs reprises sur ses rives. Elle est aussi connue, dans la culture amérindienne, sous le nom de Manataka, gardienne des secrets de la grotte de cristal, avant qu'elle ne se réfugie à jamais profondément dans la montagne sacrée.